# لي ألين بيكر
لي ألين بيكر (بالإنجليزية: Leigh-Allyn Baker)‏ (مواليد 13 مارس 1972) مؤدية صوتية وممثلة ومخرجة أمريكية، عرفت بمشاركتها في مسلسل الكوميدي غود لك تشارلي (2010)، مؤدية صوتية في ماس إفكت (2007) و رجوع لايتنينغ: فاينل فانتازي XIII.

## حياتها الشخصية
متزوجة من كيث جيمس كوفمان منذ 6 مارس 2004. لديهم طفلان.

## روابط خارجية
- لي ألين بيكر على موقع IMDb (الإنجليزية)
- لي ألين بيكر على موقع روتن توميتوز (الإنجليزية)
- لي ألين بيكر على موقع ألو سيني (الفرنسية)
- لي ألين بيكر على موقع أول موفي (الإنجليزية)
- لي ألين بيكر على موقع إن إن دي بي (الإنجليزية)
- لي ألين بيكر على موقع قاعدة بيانات الفيلم (الإنجليزية)
- لي ألين بيكر على موقع كينوبويسك (الروسية)